# Slowaaks voetbalelftal in 1994
Het Slowaaks voetbalelftal speelde tien interlands in het jaar 1994, het eerste jaar dat het land als zelfstandige staat aantrad na de vreedzame ontmanteling van Tsjecho-Slowakije. De selectie stond onder leiding van bondscoach Jozef Vengloš. Op de in 1993 geïntroduceerde FIFA-wereldranglijst maakte nieuwkomer Slowakije in 1994 een reuzensprong: van de 150ste (januari 1994) naar de 43ste plaats (december 1994). Verdediger Vladimír Kinder van Slovan Bratislava was de enige speler die in alle tien duels in actie kwam.

## Balans
| Wedstrijden | Wedstrijden | Wedstrijden | Wedstrijden | Doelpunten | Doelpunten | Doelpunten | Punten |
| Gespeeld    | Winst       | Gelijk      | Verlies     | Voor       | Tegen      | Saldo      | Punten |
| ----------- | ----------- | ----------- | ----------- | ---------- | ---------- | ---------- | ------ |
| 10          | 3           | 3           | 4           | 14         | 13         | +1         | 0.900  |

## Interlands
|                                                      |             |                    |           |                                                                                  |
| 2 februari Vriendschappelijk № 17 «onderlinge duels» | VA Emiraten | 0 – 1              | Slowakije | Sharjah Stadion, Sharjah Toeschouwers: 20.000 Scheidsrechter: Long Zin Zin (CHN) |
| 2 februari Vriendschappelijk № 17 «onderlinge duels» |             | 47' Vladimír Weiss |           | Sharjah Stadion, Sharjah Toeschouwers: 20.000 Scheidsrechter: Long Zin Zin (CHN) |

|                                                      |                   |       |           |                                                                                        |
| 4 februari Vriendschappelijk № 18 «onderlinge duels» | Egypte            | 1 – 0 | Slowakije | Sharjah Stadion, Sharjah Toeschouwers: 5.000 Scheidsrechter: Ahmed Ibrahim Hakim (UAE) |
| 4 februari Vriendschappelijk № 18 «onderlinge duels» | Hossam Hassan 75' |       |           | Sharjah Stadion, Sharjah Toeschouwers: 5.000 Scheidsrechter: Ahmed Ibrahim Hakim (UAE) |

|                                                      |                                               |       |                    |                                                                                  |
| 6 februari Vriendschappelijk № 19 «onderlinge duels» | Marokko                                       | 2 – 1 | Slowakije          | Sharjah Stadion, Sharjah Toeschouwers: 20.000 Scheidsrechter: Long Zin Zin (CHN) |
| 6 februari Vriendschappelijk № 19 «onderlinge duels» | Youssef Fertout 23' Abdelkrim El Hadrioui 87' |       | 27' Ľubomír Faktor | Sharjah Stadion, Sharjah Toeschouwers: 20.000 Scheidsrechter: Long Zin Zin (CHN) |

|                                                    |                      |       |                                      |                                                                                      |
| 30 maart Vriendschappelijk № 20 «onderlinge duels» | Malta                | 1 – 2 | Slowakije                            | Ta' Qali Stadium, Ta' Qali Toeschouwers: 2.500 Scheidsrechter: Loris Stafoggia (ITA) |
| 30 maart Vriendschappelijk № 20 «onderlinge duels» | Kristian Laferla 45' |       | 13' Jaroslav Timko 69' Viliam Hýravý | Ta' Qali Stadium, Ta' Qali Toeschouwers: 2.500 Scheidsrechter: Loris Stafoggia (ITA) |

|                                                    |                                                                                              |       |                   |                                                                                |
| 20 april Vriendschappelijk № 21 «onderlinge duels» | Slowakije                                                                                    | 4 – 1 | Kroatië           | Tehelné pole, Bratislava Toeschouwers: 6.511 Scheidsrechter: Sándor Puhl (HUN) |
| 20 april Vriendschappelijk № 21 «onderlinge duels» | Peter Dubovský 24' (pen.) Peter Dubovský 61' (pen.) Vladimír Kinder 68' Ľubomír Moravčík 83' |       | 68' Joško Popović | Tehelné pole, Bratislava Toeschouwers: 6.511 Scheidsrechter: Sándor Puhl (HUN) |

|                                                  |                                            |       |                  |                                                                                          |
| 29 mei Vriendschappelijk № 22 «onderlinge duels» | Rusland                                    | 2 – 1 | Slowakije        | Olympisch Stadion Loezjniki, Moskou Toeschouwers: 8.000 Scheidsrechter: Vadim Zhuk (BLR) |
| 29 mei Vriendschappelijk № 22 «onderlinge duels» | Andrey Pyatnitskiy 49' Illya Tsymbalar 59' |       | 34' Dušan Tittel | Olympisch Stadion Loezjniki, Moskou Toeschouwers: 8.000 Scheidsrechter: Vadim Zhuk (BLR) |

|                                                       |                |       |                      |                                                                                      |
| 16 augustus Vriendschappelijk № 23 «onderlinge duels» | Slowakije      | 1 – 1 | Malta                | Tehelné pole, Bratislava Toeschouwers: 6.100 Scheidsrechter: Hubert Forstinger (AUT) |
| 16 augustus Vriendschappelijk № 23 «onderlinge duels» | Michal Hipp 2' |       | 75' Kristian Laferla | Tehelné pole, Bratislava Toeschouwers: 6.100 Scheidsrechter: Hubert Forstinger (AUT) |

|                                                     |           |       |           |                                                                                     |
| 7 september EK-kwalificatie № 24 «onderlinge duels» | Slowakije | 0 – 0 | Frankrijk | Tehelné pole, Bratislava Toeschouwers: 14.329 Scheidsrechter: Peter Mikkelsen (DEN) |
| 7 september EK-kwalificatie № 24 «onderlinge duels» |           |       |           | Tehelné pole, Bratislava Toeschouwers: 14.329 Scheidsrechter: Peter Mikkelsen (DEN) |

|                                                    |                                       |       |                                       |                                                                                          |
| 12 oktober EK-kwalificatie № 25 «onderlinge duels» | Israël                                | 2 – 2 | Slowakije                             | Ramat Gan Stadion, Ramat Gan Toeschouwers: 9.000 Scheidsrechter: John Blankenstein (NED) |
| 12 oktober EK-kwalificatie № 25 «onderlinge duels» | Ronen Harazi 12' Tal Banin 33' (pen.) |       | 6' Štefan Rusnák 14' Ľubomír Moravčík | Ramat Gan Stadion, Ramat Gan Toeschouwers: 9.000 Scheidsrechter: John Blankenstein (NED) |

|                                                     |                                                         |       |                                        |                                                                                   |
| 12 november EK-kwalificatie № 26 «onderlinge duels» | Roemenië                                                | 3 – 2 | Slowakije                              | Stadionul Steaua, Boekarest Toeschouwers: 14.000 Scheidsrechter: Vadim Zhuk (BLR) |
| 12 november EK-kwalificatie № 26 «onderlinge duels» | Gheorghe Popescu 7' Gheorghe Hagi 47' Daniel Prodan 81' |       | 56' Peter Dubovský 79' Miroslav Chvíla | Stadionul Steaua, Boekarest Toeschouwers: 14.000 Scheidsrechter: Vadim Zhuk (BLR) |

## FIFA-wereldranglijst
| JAN | FEB | MAR | APR | MEI | JUN | JUL | AUG | SEP | OKT | NOV | DEC |
| --- | --- | --- | --- | --- | --- | --- | --- | --- | --- | --- | --- |
| 150 | 58  | 60  | 54  | 45  | 44  | 43  | 43  | 42  | 42  | 42  | 43  |

## Statistieken
| Ladislav Molnár   | 1960-09-12 | Slovan Bratislava     | 6 | 0 | 0 | 6  | 0 |
| Alexander Vencel  | 1967-03-02 | RC Strasbourg         | 4 | 0 | 0 | 4  | 0 |
| Verdediging       |            |                       |   |   |   |    |   |
| Vladimír Kinder   | 1969-03-14 | Slovan Bratislava     | 9 | 1 | 1 | 10 | 1 |
| Tomáš Stúpala     | 1966-05-05 | Slovan Bratislava     | 9 | 0 | 0 | 9  | 0 |
| Miloš Glonek      | 1968-09-26 | Stade Malherbe Caen   | 6 | 0 | 0 | 6  | 0 |
| Michal Hipp       | 1963-03-13 | 1. FC Košice          | 5 | 0 | 0 | 5  | 0 |
| Marián Zeman      | 1974-07-07 | Slovan Bratislava     | 3 | 0 | 0 | 3  | 0 |
| Dušan Vrťo        | 1965-10-29 | Dundee FC             | 1 | 1 | 0 | 2  | 0 |
| Miroslav Chvíla   | 1967-03-28 | Slovan Bratislava     | 1 | 0 | 1 | 1  | 1 |
| Viliam Vidumský   | 1965-12-10 | FC Boby Brno Unistav  | 1 | 0 | 0 | 1  | 0 |
| Ivan Kozák        | 1970-06-18 | 1. FC Košice          | 0 | 2 | 0 | 2  | 0 |
| Peter Fieber      | 1964-05-16 | DAC Dunajská Streda   | 0 | 1 | 0 | 1  | 0 |
| Middenveld        |            |                       |   |   |   |    |   |
| Vladimír Weiss    | 1964-09-22 | 1. FC Košice          | 7 | 1 | 1 | 8  | 1 |
| Róbert Tomaschek  | 1972-08-25 | Slovan Bratislava     | 7 | 1 | 0 | 8  | 0 |
| Ľubomír Moravčík  | 1965-06-22 | AS Saint-Étienne      | 6 | 0 | 3 | 6  | 3 |
| Dušan Tittel      | 1966-12-17 | Slovan Bratislava     | 6 | 0 | 1 | 6  | 1 |
| Peter Dubovský    | 1972-05-07 | Real Madrid           | 5 | 0 | 3 | 5  | 3 |
| Stanislav Moravec | 1964-06-02 | Inter Bratislava      | 4 | 0 | 0 | 4  | 0 |
| Vladislav Zvara   | 1971-12-11 | Tatran Prešov         | 3 | 4 | 0 | 7  | 0 |
| Ľubomír Faktor    | 1967-03-18 | Slovan Bratislava     | 3 | 0 | 1 | 3  | 1 |
| Ondrej Krištofík  | 1966-09-10 | Slavia Praag          | 3 | 0 | 0 | 3  | 0 |
| Ondrej Danko      | 1971-00-00 | Csepel SC             | 2 | 1 | 0 | 3  | 0 |
| Jan Solar         | 1964-09-27 | Inter Bratislava      | 2 | 0 | 0 | 2  | 0 |
| Milan Malatinský  | 1970-02-08 | Inter Bratislava      | 1 | 1 | 0 | 2  | 0 |
| Aanval            |            |                       |   |   |   |    |   |
| Jaroslav Timko    | 1965-09-28 | Petra Drnovice        | 4 | 2 | 1 | 6  | 1 |
| Stefan Rusnák     | 1971-08-07 | Slovan Bratislava     | 4 | 1 | 1 | 5  | 1 |
| Viliam Hýravý     | 1962-11-26 | Dukla Banská Bystrica | 3 | 1 | 1 | 4  | 1 |
| Marek Penksa      | 1973-08-04 | Eintracht Frankfurt   | 2 | 1 | 0 | 3  | 0 |
| Martin Obšitník   | 1969-11-02 | Inter Bratislava      | 1 | 3 | 0 | 4  | 0 |
| Pavol Diňa        | 1963-08-26 | 1. FC Košice          | 1 | 2 | 0 | 3  | 0 |
| Pavol Gostic      | 1966-03-04 | 1. FC Košice          | 1 | 0 | 0 | 1  | 0 |